# آنا ماریا روکیسا
آنا ماریا روکیسا (انگلیسی: Ana Maria Roqica؛ زادهٔ ۲ فوریهٔ ۱۹۸۸) بازیکن راگبی ۷ نفره زن اهل فیجی است.
وی در مسابقات کشوری و بین‌المللی در مجموع برندهٔ ۱ مدال برنز شده‌است.